# Laurent Koscielny
Laurent Koscielny (* 10. září 1985) je bývalý francouzský fotbalista s polskými předky, který naposledy hrál jako obránce ve francouzské Ligue 1 za FC Girondis de Bordeaux. Na seniorské úrovni i reprezentoval tým Francie. Tento střední obránce byl specifický svojí rychlostí, ostrostí a velmi dobrým čtením hry.

## Klubová kariéra
Za pouhou jednu sezónu ve francouzské Ligue 1 se vypracoval mezi jedny z nejlepších středních obránců ve Francii.
Po úspěšné sezóně odešel do Arsenalu za 8,45 miliónu liber.[zdroj?] V Arsenalu se zařadil do základní sestavy, kam ho umístil Arsène Wenger po velmi kvalitních výkonech. 19. května 2013 v posledním ligovém kole Premier League 2012/13 zařídil svou brankou vítězství Arsenalu 1:0 v zápase s domácím Newcastle United, Arsenal si udržel se 73 body konečné čtvrté místo a postoupil do předkola Ligy mistrů 2013/14. 22. února 2014 jednou skóroval v Premier League proti Sunderlandu (výhra 4:1).
V srpnu 2019 opustil Arsenal a odešel do Bordeaux v rodné Francii. Kariéru ukončil dne 31. ledna 2022.

## Reprezentační kariéra
Za francouzský národní A-tým debutoval 11. listopadu 2011 v přátelském utkání v Saint-Denis proti hostujícímu týmu USA, které skončilo výhrou Francie 1:0.

### Mistrovství Evropy 2012
Na EURU 2012 konaném v Polsku a na Ukrajině postoupila Francie se 4 body ze druhého místa do čtvrtfinále. Koscielny se neobjevil ani v jednom ze tří utkání v základní skupině D (postupně proti Anglii (1:1), Ukrajině (výhra 2:0) a Švédsku (prohra 0:2)). Nastoupil v základní sestavě až ve čtvrtfinále 23. června proti největšímu favoritu turnaje Španělsku, s nímž Francie prohrála 0:2.

### Mistrovství světa 2014
Trenér Didier Deschamps jej nominoval na Mistrovství světa 2014 v Brazílii. Francouzi vypadli na šampionátu ve čtvrtfinále s Německem po porážce 0:1.

### Mistrovství Evropy 2016
Představil se i na domácím EURU 2016.

## Úspěchy

### Klubové
Arsenal
- FA Cup : 2013/14, 2014/15
- FA Community Shield : 2014, 2015

### Individuální
- Ligue 2 : Tým roku : 2009

## Statistiky

### Klub
| Klub             | Sezóna           | Liga   | Liga | Pohár[a] | Pohár[a] | Evropa | Evropa | Celkem | Celkem |
| Klub             | Sezóna           | Starty | Góly | Starty   | Góly     | Starty | Góly   | Starty | Góly   |
| ---------------- | ---------------- | ------ | ---- | -------- | -------- | ------ | ------ | ------ | ------ |
| Guingamp         | 2004–05          | 11     | 0    | 3        | 0        | 0      | 0      | 14     | 0      |
| Guingamp         | 2005–06          | 9      | 0    | 1        | 0        | 0      | 0      | 10     | 0      |
| Guingamp         | 2006–07          | 21     | 0    | 2        | 0        | 0      | 0      | 23     | 0      |
| Guingamp         | Celkem           | 41     | 0    | 6        | 0        | 0      | 0      | 47     | 0      |
| Tours FC         | 2007–08          | 33     | 1    | 6        | 1        | 0      | 0      | 39     | 2      |
| Tours FC         | 2008–09          | 34     | 5    | 5        | 1        | 0      | 0      | 39     | 6      |
| Tours FC         | Celkem           | 67     | 6    | 11       | 2        | 0      | 0      | 78     | 8      |
| Lorient FC       | 2009–10          | 35     | 3    | 5        | 1        | 0      | 0      | 40     | 4      |
| Lorient FC       | Celkem           | 35     | 3    | 5        | 1        | 0      | 0      | 40     | 4      |
| Arsenal FC       | 2010–11          | 30     | 2    | 9        | 1        | 4      | 0      | 43     | 3      |
| Arsenal FC       | 2011–12          | 33     | 2    | 3        | 0        | 6      | 1      | 42     | 3      |
| Arsenal FC       | 2012–13          | 25     | 2    | 4        | 1        | 5      | 1      | 34     | 4      |
| Arsenal FC       | 2013–14          | 32     | 2    | 5        | 1        | 9      | 0      | 46     | 3      |
| Arsenal FC       | 2014–15          | 15     | 3    | 2        | 0        | 4      | 0      | 20     | 3      |
| Arsenal FC       | Celkem           | 135    | 11   | 23       | 3        | 28     | 2      | 186    | 16     |
| Celkem v kariéře | Celkem v kariéře | 277    | 20   | 45       | 6        | 28     | 2      | 351    | 28     |

[a] obsahuje Coupe de la Ligue, Coupe de France, FA Cup, League Cup and FA Community Shield.